# Rozseč nad Kunštátem
Rozseč nad Kunštátem je obec v okrese Blansko v Jihomoravském kraji. Žije zde 565 obyvatel.

## Název
Jméno vesnice je totožné se starým obecným rozsěč - "místo, kde je rozsekán les". Vesnice byla pojmenována podle polohy na vymýceném místě. Slovo rozsěč bylo typické pro moravskou stranu Českomoravské vrchoviny, na české straně se ve stejném významu užívalo slovo prosěč. V 15. a 16. století se ke jménu vesnice přidával přívlastek Velká na odlišení od blízké Rozsíčky. Přívlastek nad Kunštátem byl dán po druhé světové válce.

## Historie
První písemná zmínka o obci pochází z roku 1350 (villam Rossecz) a to, když Jenec z Lomnice prodal ves Roseč Smilovi z Kunštátu. V držení kunštátského panství byla Rozseč až do konce feudalismu.

## Obyvatelstvo
| Rok            | 1869 | 1880 | 1890 | 1900 | 1910 | 1921 | 1930 | 1950 | 1961 | 1970 | 1980 | 1991 | 2001 | 2011 | 2021 |
| -------------- | ---- | ---- | ---- | ---- | ---- | ---- | ---- | ---- | ---- | ---- | ---- | ---- | ---- | ---- | ---- |
| Počet obyvatel | 601  | 574  | 574  | 613  | 638  | 604  | 536  | 478  | 463  | 459  | 472  | 472  | 500  | 504  | 546  |
| Počet domů     | 87   | 89   | 88   | 95   | 101  | 103  | 104  | 114  | 107  | 109  | 125  | 135  | 163  | 170  | 196  |

## Obecní správa

### Obecní symboly
Znak a vlajka byly obci uděleny rozhodnutím předsedy Poslanecké sněmovny Parlamentu České republiky dne 27. února 2004.

## Pamětihodnosti
- Kaple svatého Antonína Paduánského
- Zvonice

## Rodáci
- František Bělehrádek (1867–1935) –  člen užšího vedení české odbojové skupiny Maffie

## Fotogalerie

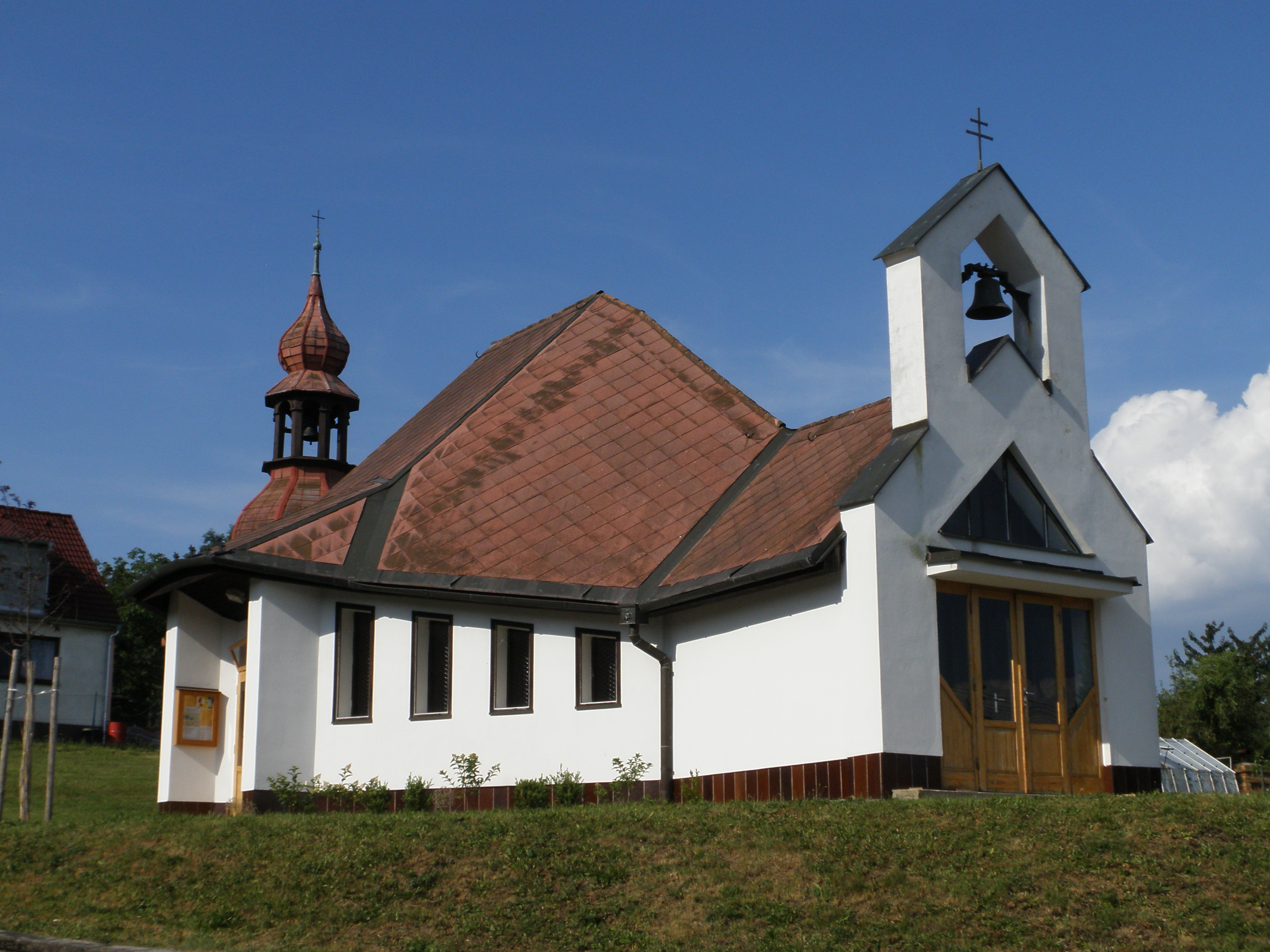
Kaple svatého Antonína Paduánského
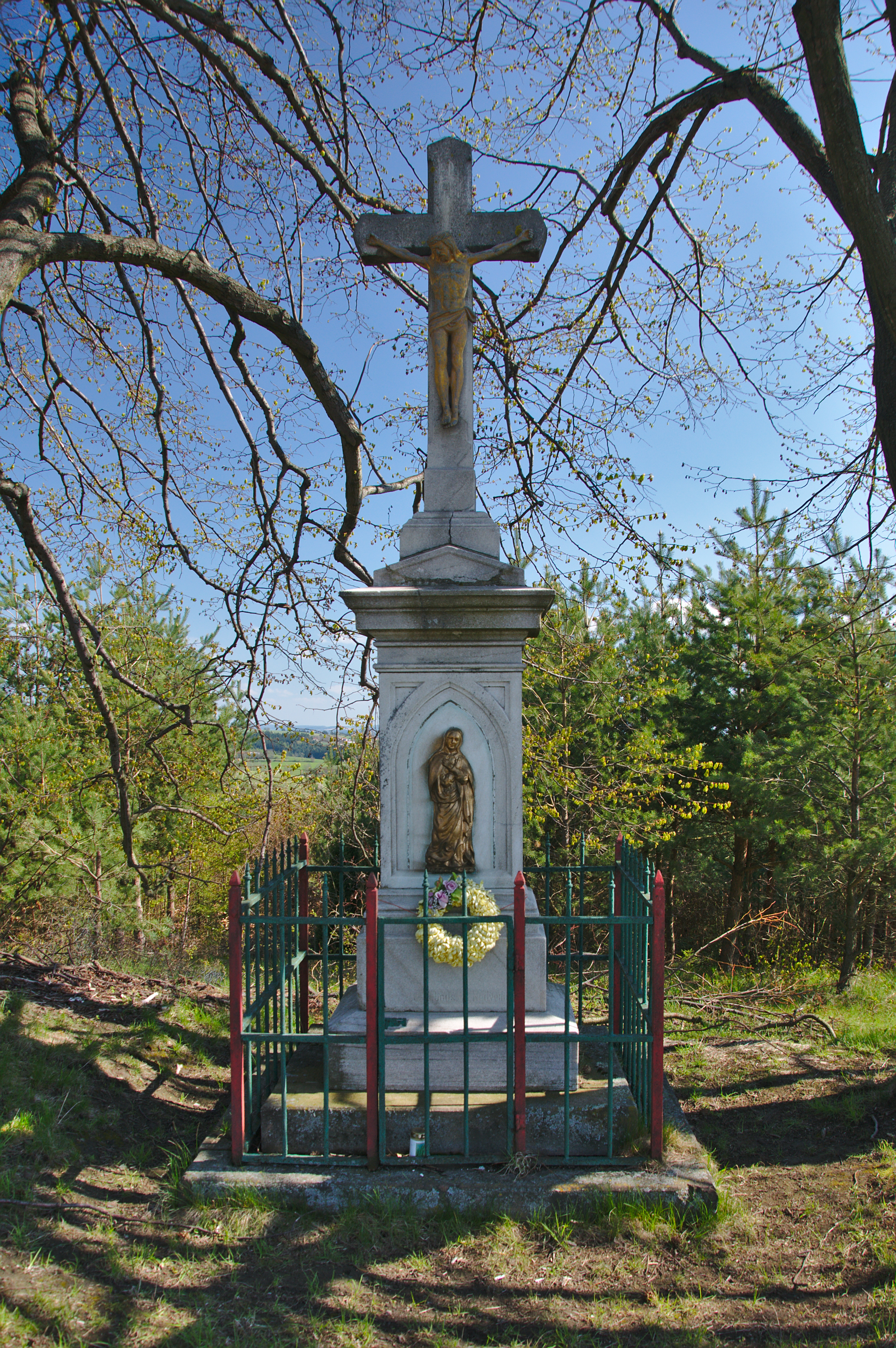
Kříž u silnice na Makov